# Irsko na Letních olympijských hrách 1932
Irsko se účastnilo Letní olympiády 1932 v kalifornském Los Angeles.

## Medailisté
| Medaile | Jméno               | Sport    | Soutěž                     |
| ------- | ------------------- | -------- | -------------------------- |
| Zlato   | Patrick O’Callaghan | Atletika | Muži hod kladivem          |
| Zlato   | Bob Tisdall         | Atletika | Muži běh na 400 m překážek |